# T. J. Watt
Trent Jordan Watt (* 11. Oktober 1994 in Pewaukee, Wisconsin) ist ein US-amerikanischer American-Football-Spieler auf der Position des Outside Linebackers. Aktuell spielt er für die Pittsburgh Steelers in der NFL.

## College
Watt spielte zwei Jahre lang für die Wisconsin Badgers an der University of Wisconsin-Madison als Linebacker. In seiner ersten Saison am College spielte Watt keine große Rolle für sein Team und kam lediglich auf 7 Tackles in acht Spielen. Im zweiten Jahr schaffte Watt dann seinen Durchbruch bei den Badgers und konnte 11,5 Sacks und 70 Tackles für sich verbuchen. Weiter fing er eine Interception, die er für einen Touchdown in die gegnerische Endzone zurücktrug.

## NFL
Bei dem NFL Draft 2017 wurde T. J. Watt von den Pittsburgh Steelers in der ersten Runde an 30. Stelle ausgewählt. Er unterschrieb einen Vierjahresvertrag über 9.250.000 US-Dollar bei den Steelers. In seiner Rookie-Saison (2017) stand Watt in 15 von 16 Spielen auf dem Spielfeld und erzielte hierbei 7 Sacks und 52 Tackles. Nach einer ordentlichen Rookie-Saison konnte Watt sich 2018 noch einmal deutlich steigern, nach 13 Spiele hatten er bereits 10 Sacks erzielt.
Kurz vor Beginn der Saison 2021 einigte Watt sich mit den Steelers auf eine Vertragsverlängerung um vier Jahre im Wert von 112 Millionen US-Dollar und stieg damit zum bestbezahlten Defensivspieler der Liga auf. Er egalisierte 2021 mit 22,5 Sacks den Rekord von Michael Strahan für die meisten Sacks in einer Saison und wurde als NFL Defensive Player of the Year ausgezeichnet. T.J. Watt ist der erste Spieler der NFL Geschichte, der in 3 verschiedenen Saisonen die NFL in Sacks anführte (2020, 2021, 2023). Im Juli 2025 unterschrieb er einen neuen Dreijahresvertrag bis zum Ende der Saison 2027.

## Familie
Watts älterer Bruder Derek Watt ist ebenfalls in der NFL aktiv, sein anderer Bruder J. J. Watt war es bis zu seinem Rücktritt nach der Saison 2022/2023.